# Sulcarius labralis
Sulcarius labralis là một loài tò vò trong họ Ichneumonidae.